# Sci di fondo ai XXII Giochi olimpici invernali - Sprint maschile
La sprint maschile a tecnica libera di sci di fondo dei XXII Giochi olimpici invernali di Soči si è disputata l'11 febbraio 2014 sul tracciato di Krasnaja Poljana.
Campione olimpico si è laureato il norvegese Ola Vigen Hattestad, che ha preceduto gli svedesi Teodor Peterson, medaglia d'argento, Emil Jönsson, medaglia di bronzo.
Detentore del titolo di campione olimpico uscente era il russo Nikita Krjukov, che aveva vinto a Vancouver 2010, sul tracciato di Whistler (in Canada) in tecnica classica, precedendo il compagno di squadra Aleksandr Panžinskij (medaglia d'argento) e il norvegese Petter Northug (medaglia di bronzo).

## Risultati

### Finale
| Pos.    | Pett. | Atleta              | Nazione  | Tempo   | Distacco | Note |
| ------- | ----- | ------------------- | -------- | ------- | -------- | ---- |
| Oro     | 1     | Ola Vigen Hattestad | Norvegia | 3'38"39 | —        |      |
| Argento | 6     | Teodor Peterson     | Svezia   | 3'39"61 | +1"22    |      |
| Bronzo  | 4     | Emil Jönsson        | Svezia   | 3'58"13 | +19"74   |      |
| 4       | 4     | Anders Gløersen     | Norvegia | 4'02"05 | +23"66   |      |
| 5       | 2     | Sergej Ustjugov     | Russia   | 4'32"48 | +54"09   |      |
| 6       | 15    | Marcus Hellner      | Svezia   | 5'24"31 | +1'45"92 |      |

### Semifinali
Semifinale 1
| Pos. | Pett. | Atleta              | Nazione  | Tempo   | Distacco | Note   |
| ---- | ----- | ------------------- | -------- | ------- | -------- | ------ |
| 1    | 1     | Ola Vigen Hattestad | Norvegia | 3'36"33 | —        | Q      |
| 2    | 6     | Teodor Peterson     | Svezia   | 3'36"48 | +0"15    | Q      |
| 3    | 4     | Anders Gløersen     | Norvegia | 3'36"95 | +0"62    | LL, PF |
| 4    | 15    | Marcus Hellner      | Svezia   | 3'36"98 | +0"65    | LL, PF |
| 5    | 7     | Eirik Brandsdal     | Norvegia | 3'37"09 | +0"76    |        |
| 6    | 20    | Anton Gafarov       | Russia   | 6'25"95 | +2'49"62 |        |

Semifinale 2
| Pos. | Pett. | Atleta              | Nazione  | Tempo   | Distacco | Note  |
| ---- | ----- | ------------------- | -------- | ------- | -------- | ----- |
| 1    | 2     | Sergej Ustjugov     | Russia   | 3'37"37 | —        | Q, PF |
| 2    | 5     | Emil Jönsson        | Svezia   | 3'37"43 | +0"06    | Q, PF |
| 3    | 8     | Bernhard Tritscher  | Austria  | 3'37"64 | +0"27    |       |
| 4    | 9     | Aleksej Petuchov    | Russia   | 3'37"89 | +0"52    |       |
| 5    | 16    | Petter Northug      | Norvegia | 3'54"28 | +16"91   |       |
| 6    | 3     | Federico Pellegrino | Italia   | 3'55"99 | +18"62   |       |

### Quarti di finale
Quarto di finale 1
| Pos. | Pett. | Atleta          | Nazione       | Tempo   | Distacco | Note |
| ---- | ----- | --------------- | ------------- | ------- | -------- | ---- |
| 1    | 4     | Anders Gløersen | Norvegia      | 3'36"28 | —        | Q    |
| 2    | 7     | Eirik Brandsdal | Norvegia      | 3'36"59 | +0"31    | Q    |
| 3    | 14    | Renaud Jay      | Francia       | 3'37"00 | +0"72    |      |
| 4    | 17    | Andrew Newell   | Stati Uniti   | 3'37"12 | +0"84    |      |
| 5    | 24    | Harald Wurm     | Austria       | 3'38"32 | +2"04    |      |
| 6    | 27    | Andrew Musgrave | Gran Bretagna | 3'48"69 | +12"41   |      |

Quarto di finale 2
| Pos. | Pett. | Atleta          | Nazione       | Tempo   | Distacco | Note |
| ---- | ----- | --------------- | ------------- | ------- | -------- | ---- |
| 1    | 4     | Anders Gløersen | Norvegia      | 3'36"28 | —        | Q    |
| 2    | 7     | Eirik Brandsdal | Norvegia      | 3'36"59 | +0"31    | Q    |
| 3    | 14    | Renaud Jay      | Francia       | 3'37"00 | +0"72    |      |
| 4    | 17    | Andrew Newell   | Stati Uniti   | 3'37"12 | +0"84    |      |
| 5    | 24    | Harald Wurm     | Austria       | 3'38"32 | +2"04    |      |
| 6    | 27    | Andrew Musgrave | Gran Bretagna | 3'48"69 | +12"41   |      |

Quarto di finale 3
| Pos. | Pett. | Atleta           | Nazione   | Tempo   | Distacco | Note |
| ---- | ----- | ---------------- | --------- | ------- | -------- | ---- |
| 1    | 5     | Emil Jönsson     | Svezia    | 3'33"20 | —        | Q    |
| 2    | 6     | Teodor Peterson  | Svezia    | 3'33"34 | +0"14    | Q    |
| 3    | 15    | Marcus Hellner   | Svezia    | 3'33"62 | +0"42    | LL   |
| 4    | 17    | Petter Northug   | Norvegia  | 3'36"70 | +3"50    | LL   |
| 5    | 25    | Ville Nousiainen | Finlandia | 3'40"84 | +7"64    |      |
| 6    | 26    | Sun Qinghai      | Cina      | 3'47"26 | +14"06   |      |

Quarto di finale 4
| Pos. | Pett. | Atleta           | Nazione   | Tempo   | Distacco | Note |
| ---- | ----- | ---------------- | --------- | ------- | -------- | ---- |
| 1    | 2     | Sergej Ustjugov  | Russia    | 3'36"14 | —        | Q    |
| 2    | 9     | Aleksej Petuchov | Russia    | 3'36"39 | +0"25    | Q    |
| 3    | 22    | Cyril Miranda    | Francia   | 3'37"57 | +1"43    |      |
| 4    | 19    | Alex Harvey      | Canada    | 3'37"89 | +1"75    |      |
| 5    | 12    | Martti Jylhä     | Finlandia | 3'37"98 | +1"84    |      |
| 6    | 29    | Cyril Gaillard   | Francia   | 3'40"77 | +4"63    |      |

Quarto di finale 5
| Pos. | Pett. | Atleta              | Nazione  | Tempo   | Distacco | Note  |
| ---- | ----- | ------------------- | -------- | ------- | -------- | ----- |
| 1    | 3     | Federico Pellegrino | Italia   | 3'43"97 | —        | Q, PF |
| 2    | 8     | Bernhard Tritcher   | Austria  | 3'44"01 | +0"04    | Q, PF |
| 3    | 18    | David Hofer         | Italia   | 3'44"87 | +0"90    |       |
| 4    | 28    | Tim Tscharnke       | Germania | 3'46"81 | +2"84    |       |
| 5    | 23    | Jöri Kindschi       | Svizzera | 3'47"94 | +3"97    |       |
| 6    | 13    | Dario Cologna       | Svizzera | 4'39"69 | +55"72   |       |

### Qualificazioni
| Pos. | Pett. | Atleta                 | Nazione              | Tempo   | Distacco | Note |
| ---- | ----- | ---------------------- | -------------------- | ------- | -------- | ---- |
| 1    | 1     | Ola Vigen Hattestad    | Norvegia             | 3'28"35 | 0"00     | Q    |
| 2    | 5     | Sergej Ustjugov        | Russia               | 3'30"26 | +1"91    | Q    |
| 3    | 6     | Federico Pellegrino    | Italia               | 3'30"38 | +2"03    | Q    |
| 4    | 10    | Anders Gløersen        | Norvegia             | 3'30"41 | +2"06    | Q    |
| 5    | 9     | Emil Jönsson           | Svezia               | 3'30"77 | +2"42    | Q    |
| 6    | 20    | Teodor Peterson        | Svezia               | 3'31"43 | +3"08    | Q    |
| 7    | 8     | Eirik Brandsdal        | Norvegia             | 3'32"53 | +4"18    | Q    |
| 8    | 26    | Bernhard Tritscher     | Austria              | 3'32"60 | +4"25    | Q    |
| 9    | 18    | Aleksej Petuchov       | Russia               | 3'32"67 | +4"32    | Q    |
| 10   | 17    | Calle Halfvarsson      | Svezia               | 3'33"11 | +4"76    | Q    |
| 11   | 13    | Nikita Krjukov         | Russia               | 3'34"04 | +5"69    | Q    |
| 12   | 4     | Martti Jylhä           | Finlandia            | 3'34"49 | +6"14    | Q    |
| 13   | 38    | Dario Cologna          | Svizzera             | 3'35"03 | +6"68    | Q    |
| 14   | 28    | Renaud Jay             | Francia              | 3'35"16 | +6"81    | Q    |
| 15   | 56    | Marcus Hellner         | Svezia               | 3'35"38 | +7"03    | Q    |
| 16   | 3     | Petter Northug         | Norvegia             | 3'35"44 | +7"09    | Q    |
| 17   | 11    | Andrew Newell          | Stati Uniti          | 3'35"52 | +7"17    | Q    |
| 18   | 44    | David Hofer            | Italia               | 3'35"68 | +7"33    | Q    |
| 19   | 14    | Alex Harvey            | Canada               | 3'36"08 | +7"73    | Q    |
| 20   | 22    | Anton Gafarov          | Russia               | 3'36"10 | +7"75    | Q    |
| 21   | 15    | Simi Hamilton          | Stati Uniti          | 3'36"12 | +7"77    | Q    |
| 22   | 36    | Cyril Miranda          | Francia              | 3'36"59 | +8"24    | Q    |
| 23   | 2     | Jöri Kindschi          | Svizzera             | 3'36"89 | +8"54    | Q    |
| 24   | 30    | Harald Wurm            | Austria              | 3'37"18 | +8"83    | Q    |
| 25   | 37    | Ville Nousiainen       | Finlandia            | 3'37"52 | +9"17    | Q    |
| 26   | 39    | Sun Qinghai            | Cina                 | 3'37"71 | +9"36    | Q    |
| 27   | 27    | Andrew Musgrave        | Gran Bretagna        | 3'37"75 | +9"40    | Q    |
| 28   | 19    | Tim Tscharnke          | Germania             | 3'37"75 | +9"40    | Q    |
| 29   | 35    | Cyril Gaillard         | Francia              | 3'37"86 | +9"51    | Q    |
| 30   | 25    | Nikolaj Čebot'ko       | Kazakistan           | 3'37"88 | +9"53    | Q    |
| 31   | 12    | Josef Wenzl            | Germania             | 3'38"10 | +9"75    |      |
| 32   | 61    | Thomas Bing            | Germania             | 3'38"30 | +9"95    |      |
| 33   | 52    | Roman Ragozïn          | Kazakistan           | 3'38"56 | +10"21   |      |
| 34   | 24    | Anssi Pentsinen        | Finlandia            | 3'38"66 | +10"31   |      |
| 35   | 16    | Sebastian Eisenlauer   | Germania             | 3'39"00 | +10"65   |      |
| 36   | 32    | Len Valjas             | Canada               | 3'39"87 | +11"52   |      |
| 37   | 42    | Torin Koos             | Stati Uniti          | 3'40"27 | +11"92   |      |
| 37   | 48    | Dietmar Nöckler        | Italia               | 3'40"27 | +11"92   |      |
| 39   | 54    | Erik Bjornsen          | Stati Uniti          | 3'40"39 | +12"04   |      |
| 40   | 31    | Baptiste Gros          | Francia              | 3'40"54 | +12"19   |      |
| 41   | 50    | Dušan Kožíšek          | Rep. Ceca            | 3'40"56 | +12"21   |      |
| 42   | 49    | Andrew Young           | Gran Bretagna        | 3'40"68 | +12"33   |      |
| 43   | 43    | Juho Mikkonen          | Finlandia            | 3'40"72 | +12"37   |      |
| 44   | 41    | Enrico Nizzi           | Italia               | 3'40"89 | +12"54   |      |
| 45   | 33    | Yuichi Onda            | Giappone             | 3'40"98 | +12"63   |      |
| 46   | 55    | Max Hauke              | Austria              | 3'41"55 | +13"20   |      |
| 47   | 7     | Jovian Hediger         | Svizzera             | 3'42"34 | +13"99   |      |
| 48   | 58    | Michail Sjamënaŭ       | Bielorussia          | 3'42"93 | +14"58   |      |
| 49   | 29    | Aleš Razým             | Rep. Ceca            | 3'43"24 | +14"89   |      |
| 50   | 62    | Ruslan Perechoda       | Ucraina              | 3'43"61 | +15"26   |      |
| 51   | 45    | Raido Ränkel           | Estonia              | 3'43"82 | +15"47   |      |
| 52   | 34    | Peeter Kümmel          | Estonia              | 3'44"03 | +15"68   |      |
| 53   | 51    | Jesse Cockney          | Canada               | 3'44"36 | +16"01   |      |
| 54   | 64    | Martin Møller          | Danimarca            | 3'44"38 | +16"03   |      |
| 55   | 53    | Phillip Bellingham     | Australia            | 3'45"65 | +17"30   |      |
| 56   | 40    | Devon Kershaw          | Canada               | 3'45"77 | +17"42   |      |
| 57   | 63    | Sebastian Gazurek      | Polonia              | 3'46"12 | +17"77   |      |
| 58   | 46    | Denis Volotka          | Kazakistan           | 3'46"92 | +18"57   |      |
| 59   | 47    | Siim Sellis            | Estonia              | 3'48"06 | +19"71   |      |
| 60   | 69    | Imanol Rojo            | Spagna               | 3'48"44 | +20"09   |      |
| 61   | 65    | Arvis Liepiņš          | Lettonia             | 3'49"28 | +20"93   |      |
| 62   | 77    | Callum Smith           | Gran Bretagna        | 3'50"13 | +21"78   |      |
| 63   | 78    | Milanko Petrović       | Serbia               | 3'50"20 | +21"85   |      |
| 64   | 68    | Andrej Gridin          | Bulgaria             | 3'50"57 | +22"22   |      |
| 65   | 71    | Paul Constantin Pepene | Romania              | 3'51"54 | +23"19   |      |
| 66   | 57    | Peter Mlýnar           | Slovacchia           | 3'51"76 | +23"41   |      |
| 67   | 21    | Maciej Staręga         | Polonia              | 3'51"84 | +23"49   |      |
| 68   | 74    | Florin Daniel Pripici  | Romania              | 3'52"68 | +24"33   |      |
| 69   | 75    | Edi Dadić              | Croazia              | 3'52"89 | +24"54   |      |
| 70   | 73    | Vytautas Strolia       | Lituania             | 3'55"48 | +27"13   |      |
| 71   | 60    | Jānis Paipals          | Lettonia             | 3'56"21 | +27"86   |      |
| 72   | 72    | Sævar Birgisson        | Islanda              | 3'59"50 | +31"15   |      |
| 73   | 67    | Milán Szabó            | Ungheria             | 3'59"68 | +31"33   |      |
| 74   | 80    | Apóstolos Angelís      | Grecia               | 4'01"87 | +33"52   |      |
| 75   | 79    | Sabahattin Oğlago      | Turchia              | 4'02"03 | +33"68   |      |
| 76   | 81    | Rejhan Šmrković        | Serbia               | 4'02"28 | +33"93   |      |
| 77   | 83    | Victor Pînzaru         | Moldavia             | 4'04"91 | +36"56   |      |
| 78   | 86    | Darko Damjanovski      | Macedonia            | 4'08"56 | +40"21   |      |
| 79   | 66    | Kari Peters            | Lussemburgo          | 4'13"08 | +44"73   |      |
| 80   | 82    | Leandro Ribela         | Brasile              | 4'21"12 | +52"77   |      |
| 81   | 70    | Oleksij Krasovs'kyj    | Ucraina              | 4'35"08 | +1'06"73 |      |
| 82   | 85    | Mladen Plakalović      | Bosnia ed Erzegovina | 4'40"64 | +1'12"29 |      |
| 83   | 23    | Roman Schaad           | Svizzera             | 4'56"63 | +1'28"28 |      |
| 84   | 84    | Yonathan Fernández     | Cile                 | 4'58"63 | +1'30"28 |      |
| 85   | 76    | Callum Watson          | Australia            | 5'29"62 | +2'01"27 |      |
|      | 59    | Xu Wenlong             | Cina                 | DNF     |          |      |

Data: Martedì 11 febbraio 2014 

Qualificazioni

Ora locale: 14:00 

Finali

Ora locale: 16:00 
 
Pista: 
Legenda:
- DNS = non partito (did not start)
- DNF = prova non completata (did not finish)
- DSQ = squalificato (disqualified)
- Pos. = posizione
- Q — qualificato per il turno successivo
- LL — lucky loser
- PF — photo finish